# Route européenne 583
Pour les articles homonymes, voir Route 583.
La route européenne 583 est une route reliant Roman à Jytomyr. L'itinéraire Iași - Sculeni a été supprimé au profit de l'itinéraire Iași - Jytomyr.